# Cyklistická trasa 5103
Cyklistická trasa 5103 je cyklistická trasa Klubu českých turistů IV. třídy určená pro cyklistiku vedená mezi městy Moravské Budějovice a Třebíč. Délka je 25,8 km. Vzdálenost vzdušnou čarou je 18,2 km.
| Křížení s jinými cyklistickými trasami |                         |                             |                                   |             |
| km                                     | bod                     | navazující, křižující trasy | souřadnice                        | nadm. výška |
| 0                                      | Moravské Budějovice jih | 5124                        | 49°2′47″ s. š., 15°48′9″ v. d.*   | 451 m *     |
| 8                                      | Horní Lažany (Lesonice) | 5125                        | 49°6′22″ s. š., 15°45′46″ v. d.*  | 535 m *     |
| 13,5                                   | Čáslavice               | 5216                        | 49°9′3″ s. š., 15°46′24″ v. d.*   | 510 m *     |
| 17,7                                   | Kojetice (okres Třebíč) | 5217                        | 49°9′27″ s. š., 15°48′58″ v. d.*  | 490 m *     |
| 20                                     | nad Mastníkem           | 5212                        | 49°10′51″ s. š., 15°49′21″ v. d.* | 530 m *     |
| 22                                     | pod Pekelným kopcem     | 5212                        | 49°10′51″ s. š., 15°51′9″ v. d.*  | 530 m *     |
| 25,8                                   | Třebíč Horka-Domky jih  | 401                         | 49°12′8″ s. š., 15°52′48″ v. d.*  | 466 m *     |

* přibližný údaj
| Výškový profil trasy                 |
| Výškový profil cyklistické trasy5103 |

* přibližný údaj